# Селище (област Смолян)
Вижте пояснителната страница за други значения на Селище.
Селище е село в Южна България. То се намира в община Смолян, област Смолян.

## География
Село Селище се намира в планински район.